# سرگئی وارطانیان
سرگئی گاگیکی وارطانیان (ارمنی: Սերգեյ Գագիկի Վարդանյան؛  زادهٔ ۹ نوامبر ۱۹۵۲) روزنامه‌نگار، نثرنویس و ویراستار، لغت‌شناس، عوام‌شناس و نژادشناس اهل ارمنستان است. وی از سال میلادی تاکنون مشغول فعالیت بوده است.

## زندگی‌نامه
وی در ۹ نوامبر ۱۹۵۲ ‏در ایروان به دنیا آمد و از دانشگاه دولتی علوم پرورشی خاچاطور آبوویان ارمنستان (۱۹۷۴) فارغ‌التحصیل گشت. وی عضو اتحادیه روزنامه‌نگاران ارمنستان و اتحادیه نویسندگان ارمنستان (از ۱۹۹۱) است. وی در پیونر کانچ، خورهردایین آروست، موزه-انستیتو ملی معماری و انستیتو باستان‌شناسی و مردم‌نگاری فعالیت کرده است. وی همچنین برندهٔ جوایزی همچون مدال طلای وزارت فرهنگ جمهوری ارمنستان شده است.

## یادداشت
1. ↑  հրապարակախոս
2. ↑  խմբագիր
3. ↑  բանասեր
4. ↑  բանահավաք
5. ↑  ազգագրագետ